# 부엌데기
《부엌데기》는 2002년 9월 21일에 MBC에서 방영된 추석특집극이다.

## 등장 인물

### 주요 인물
- 이민영 : 순영 역
- 김영미 : 순실 역
- 이재황 : 이덕재 역

### 그외 인물들
- 이보희 : 강옥 역
- 현석 : 이천수 역
- 최란 : 박씨부인 역
- 송옥숙 : 황산댁 역
- 미상 : 이천수부친 역
- 미상 : 예은 역
- 미상 : 춘심 역